# 李源潮
李源潮（り げんちょう、簡体字：李源潮、英語: Li Yuanchao、リー・ユエンチャオ、1950年11月20日 - ）は、中華人民共和国の政治家。第17・18期党中央政治局委員、国家副主席、党中央組織部部長、江蘇省党委員会書記を歴任した。

## 略歴
1950年11月20日に江蘇省漣水県に誕生する。1968年に江蘇省塩城市大豊県の農場で農業に従事した。1972年に上海師範大学で数学を学び、1974年から中学校で教師を務める。その後復旦大学で教鞭を執った後は1978年3月に中国共産党に入党し、1983年から中国共産主義青年団（共青団）上海市委員会副書記、後に書記を務めた。また1983年12月より共青団中央書記処書記に任命される。1995年に中央党校で法学博士号を取得した。
1996年に文化部副部長（次官）として政界入りを果たす。2002年に回良玉の後任として江蘇省党委員会書記に就任した。また同年の第16回党大会で中央候補委員に選出される。2007年10月の第17回党大会で中央政治局委員に昇格し、党中央書記処書記・中央組織部長に就任した。2013年3月に国家副主席に就任した。政治局常務委員を兼務しない国家副主席は栄毅仁以来の事例である。

## 国家副主席
2013年7月27日に朝鮮民主主義人民共和国の平壌で行われた朝鮮戦争休戦60周年記念行事に招かれ、軍事パレードなどを金正恩の隣で観閲した。友誼塔も訪れ、金正恩と共に中国人民志願軍烈士陵園で献花している。2018年3月の第13期全国人民代表大会にて退任した。

## 日本との関係
2014年8月18日に民主党の細野豪志・公明党の遠山清彦ら超党派の若手議員団と会談を行い、悪化している日中関係の改善に意欲を示した。

## 家族
- 父親である李幹成は常州市地委員会第一副書記・上海市副市長・同市政治協商会議副主席などを務めた。
- 妻と1女がいる。